# Карлос Тобар Залумбиде
Карлос Тобар Залумбиде (шп. Carlos Tobar Zaldumbide, 29. децембар 1912, Кито — 21. јул 1995, Кито) био је еквадорски дипломата и политичар.

## Школовање и каријера
Тобар Залумбиде је од 1924. до 1928. године похађао Colegio de San Gabriel школу у Еквадору, и три године Villa St. Jean у Фрајбургу, Швајцарска. Студирао је у Паризу и на ЕТХ Цириху. Године 1939. приступио је дипломатској служби своје земље. Од 1. септембра до 1956. до 18. августа 1960. обављао је дужност министра спољних послова у влади председника Камила Понче Еринкеза.

## Почасти
- Велики крст Ордена за заслуге Савезне Републике Немачке